# Listă de râuri din America
Aceasta este o listă a râurilor din cele două Americi, care include râurile importante istorice sau semnificative din Americi grupate pe regiuni în care se află (America Centrală, America de Nord, Indiile de Vest și America de Sud).  Cele mai lungi râuri din fiecare țară sunt incluse. Mai multe detalii și referințe sunt furnizate în articolul separat al fiecărui râu. Afluenții neobișnuit de semnificativi apar în această listă, sub râul în care se varsă.

## Râuri dinArgentina
Abaucan - Acaraguá - Acequiones - Agrio – Agua Negra - Aguapey - Aguaray Guazú - Alegre - Alisos - Alto Paraná - Aluminé – Alurralde - Ambrosio - Amores - Angastaco - Ansilta – Anta - Atuel - Ayul - Azul    -    A. Barrancas - R. Barrancas - Basualdo - Belén - Belgrano - Bermejo-Teuco - Blanco    -    Cajón - Calchaquí - Caleufú – Calingasta – Candelaria - Cangui Grande - Carcarañá - Carrenteufu - Caspinchango - Catan Lil – Cerro Colorado - Chadileuvú - Chafariz - Chalia - Challa - Chañar - Chaschuil - Chasicó - Chelforó - Chica - Chico - Chimehuin – Chimiray - Chocancharava - Choromoro - Chubut - Chulca - Cincel - Clé - Codihue – Coig (Coyle) - Collon Curá - A. Colorado - R. Colorado - Comallo – Conlara - Corrientes - Corrovado - Covunco – Coyle – Ctalamochita - Cuarto (Chocancharava) - Cuñapirú - Curuzú Cuatiá - Cululú    -    Del Medio - Del Valle - Desaguadero - Deseado - Diamante - Don Gonzalo - Dorado - Dulce    -    Ecker – El Chaca - El Gato - El Saltito - El Tigre -  El Toba - Empedrado - Estacas    -    Feliciano - Fenix Grande – Fuego    -    Gallegos – Garabi - Garuhapé - Garupé - Gastona - Gená - Granadas - Gualeguay - Gualeguaychú - Gualeyán - Gualjaina - Guanaco - Guanchin - Guasamayo - Guaycurú - Guayquiraró - Guenguel    -    Hernandarias - Horcones - Hualcupén – Hualfin - Huarinchenque    –    Ibicuy (Paraná Pavón) - Iglesia – Iguazú - Indio Rico - Infiernillo - Infante Rabón – Irigoyen - Iruya - Itacaruaré - Itaembé - Itaú – Itiyuro    –    Jáchal - Juramento    -    La Cruz - La Leona - La Palca - La Sal – La Sosa - La Turba – Láinez – Langueyú - Las Antas - Las Barrancas - Las Burras - Las Cañas -  Las Conchas - Las Cuevas - Las Flores - Las Lagunas - Las Lajas - Las Lechiguanas - Las Mulas - Las Pavas - Las Piedras - Las Taguas - Las Tunas - Lavayén - Lechuzo - Limay - Lipeo - Lopez - Los Amores - Los Ávalos - Los Huesos - Los Papagayos - Los Patos – Los Reales - Los Reartes - Los Sauces - Lucas - Luján – Lules - Luracatao    -    Macho Muerto - Malargüe - Malleo – Malvinas - Marapa - Maria Grande - Matazambi - Mayo - Medio - Medina - Mendoza - Miraflores - Mirinay - Moat - Mocoretá - Moneta - A. Monte Lindo - Rcho. Monte Lindo - Monte Lindo Chico - Monte Lindo Grande - Montoya - Moreyra    -    Nacanguazú - Napaleofú o Chico - Nazareno – Negro - Neuquén - Nogoyá - Noguera – Nevado    -    Ojo de Agua - Olnie u Olin – Ona - Oro - Orosmayo    -    Palometa - Paraguay - Paraná - Paraná Bravo - Paraná de las Palmas - Paraná Guazú - Paraná Mini - Paraná Pavon - Paranacito - Paranay Guazú - Pasaje – Pastos Chicos - Pelado - Pelque - Pepiri Guazú - Pepiri Mini - Perdido - Perico - Pescado - Pico - Picún Leufú – Piedras Blancas - Pilagá - Pilcomayo - Pindapoy Grande - Pintos - Pinturas – Piray Guazú - Piray Mini - Popopis - Primero (Suquia) - Pueblo Viejo - Puerto - Punilla    -    Quequén Chico - Quequén Grande - Quequén Salado - Quillinzo - Quilquihue – Quines – Quinto (Popopis) - Quisto    -    Raíces - Reñileuvú – Río de la Plata - Rey - Rio Grande - Rio Grande de San Juan - Río Grande de Tarija - Rosario    -    Saladillo (Cerro Colorado) - Saladillo Amargo – Saladillo Dulce – A. Salado - Rcho. Salado - R. Salado - Salado o Colorado - Salí - Saltito Chico - Samborombón - San Antonio - San Antonio de los Cobres – San Francisco - San Guillermo – San Lorenzo - San Javier - San Juan - Santa Catalina - Santa Cruz - Santa Lucia - Santa Rosa - Sarandi - Sarcari - Satado - Sauce Chico - Sauce Grande - Seco – Segundo (Xanaes) - Senguer - Shaman - Shehuen – Singut - Soberbio - Solco - Suquia    -    Tabay - Tacanas – Tajamar - Tala - Tapalqué - Tapenagá - Tarumá - Tatú Piré - Tercero (Ctalamochita) - Tilatirú - Tocomar - Tregua - Trocomán – Tuca - Tunas - Tunuyán - Tunuyán Nuevo - Tunuyán Viejo - Tupungato    -    Urquiza - Urueña - Urugua-i - Uruguay    -    Valle del Cura – Vallecito - Vallimanca - Varvarco – Victoria - Villanueva - Vinchina-Bermejo - Vipos - Xanaes - Yabebiry - Yaboti Guazú - Yacoraite - Yaguari - Yana Mayo - Yuqueri

## Râuri dinBarbados
Bruce Vale River - Constitution River - Joe's River - Long Pond River

## Râuri dinBelize
Belize River - Blue Creek - Deep River - Eastern Branch - Macal River - Moho River - Monkey River - New River - Raspaculo Branch - Rio Bravo - Rio Grande - Rio Hondo - Sarstoon River - Sibun River

## Râuri dinBolivia
Abuná - Acre – Altamachi - Alto Beni – Arque - Bermejo - Apere – Azero - Bañado - Barras - Baures - Beni – Biata - Blanco – Bopi – Caine – Camacho - Camblaya - Cañada - Chaparé – Chimoré – Chipamanu - Corque – Cosapa - Cotacajes – Cotagaita - Curichón Hidalgo - Desaguadero – Eidalia - Exadamanu - Guadalquivir - Guapay – Heath - Ibare - Ichilo - Ichoa – Isiboro - Iténez (Guaporé) – Itonamas - Karamnu - Lauca - Madera - Madidi - Madre de Dios - Mamoré – Mamorecillo - Maniqui - Manuripi - Mapiri – Mataca - Mauri – Mizque - Negro - Orthon - Paraguá – Parapeti - Pelechuco – Peñas - Pilaya - Pilcomayo - Piraí (Piray) - Quiquibey - Río Grande (Guapay) – Río Grande de Lípez - Rocha - Sajta – Salinas - San Antonio - San Joaquin – San Juan del Oro - San Martin – San Mateo - San Miguel - San Pablo – San Rafael - Santa Elena - Santa Fé - Sécure - Tahuamanú – Tarija - Tibio - Tuichi – Tumusla - Verde - Yacuma – Yapacani - Yata – Zongo

## Râuri dinBrazilia
Acaraú - Acre - Alpercatas - Amapari - Amazonas Rio Solimões - Anauá - Antas - Apa - Apodi - Aporé - Araguaia - Araguari - Arapiuns - Arinos - Aripuaná - Braço Menor - Branco - Canindé - Canoas - Capim - Carimataú - Carinhanha - Chandless - Coari - Contas - Corrantes - Corumbá - Cotaxé - Crixás Mirim - Cuíabá - Curuá - Doce - Formosa - Fresco - Garças - Grajaú - Guaporé - Gurguéia - Gurupí - Iaco - Ibícul - Iguaçu - Ijuí - Itabapoana - Itajai Açu - Itapecuru - Itapemirim - Ival - Jaceré - Jaciparaná - Jacuí - Jacuipe - Jaguarão - Jaguari - Jamari - Jamenxim - Japurá - Jari - Jaru - Jaú - Jauaperi - Jaupés - Jequitinhonha - Jiparaná ou Machado - Juruá - Juruena - Jutaí - Macaé - Machadinho - Madeira - Maicuru - Majari - Manuel Alves - Mapari - Marié - Maú - Mirande - Mogi-Guaçu - Mortes - Moxotó - Mucajaí - Mundaú - Negro - Oiapoque - Pajeú - Palma - Pará - Parabuina - Paracatu - Paraguaçu - Paraguai - Paraíba - Paraná - Paraná do Ouro - Paranaíba - Paranapanema - Pardo - Parima - Parnaiba - Paru - Pelotas - Peixe - Perdido - Piaui - Pimenta Bueno - Pìndaré - Piorini - Piquíri - Piranhas - Poti - Preto - Purus - Putumayo - Ribeira - Rio dos Bojs - Rio Grande - Roosevelt - Sangue - Santa Joana - Santa María - São Francisco - São Jose - São Lourenço - São Mateus - São Miguel - Seridó - Sono - Surumu - Tacutu - Tapajós - Tapauá - Taquari Novo - Tarauacá - Teles Pires - Tibalí - Tietê - Tocantins - Trombetas - Turvo - Uná - Uraricoera - Uruçui-Preto - Urucula - Uruguai - Vacacai - Vaza-Barris - Verde Grande - Vitória - Xingú

## Râuri dinChile
Aconcagua – Allipén – Amarillo - Atajama – Avellanos - Aysén   -   Baker - Bío Bío – Blanco – Bravo - Bueno – Bureo   -   Cachapoal – Caico - Calle Calle – Camarones – Camiña (Tana) – Caritaya -  Carmen - Cautín – Chacabuco - Chalinga – Chamiza - Chiza - Choapa – Chol-Chol - Cholgo - Cholguán – Cisnes - Claro – Cochamó – Cochrane - Colonia - Colorado - Colpi - Combarbalá - Conay - Copiapó - Corcovado – Correntoso - Cruces - Cuncumen   -   Delta o Leones - Diguillín – Duqueco   -   Elqui   -   Figueroa - Frío   -   Gallegos - Garza   -   Río Grande – Huasco – Huépil - Hurtado   -   Ibáñez - Illapel – Imperial - Itata   –   Jeinemeni - Jorquera – Juncal   -   La Laja - La Higuera – La Ligua - Lauca - Lebu – Limarí - Llollehue - Lluta - Loa – Loncomilla - Longavi - Lontué – Los Ñadis - Los Palos   -   Maipo – Malleco - Manflas – Mañihuales - Manso - Mapocho - Mariquita - Marga-Marga - Mataquito - Maule - Maullín - Mayer – Melado – Murta - Nef - Ñuble – Paine - Paipote – Palena – Panquén - Pascua - Perquelauquén – Petorca – Petrohué - Pillán - Pilmaiquén - Puangue – Puelo – Puelo Chico - Pulido - Putaendo  –   Quintupeu - Rahue - Rapel - Rayas - Renaico – Reñihue - Retamilla - Rivas - Salado – Salto - San José de Azapa – San Pedro – San Salvador - Seco – Serrano - Simpson - Sobrante  –   Tana - Teno – Tignamar - Tinguiririca - Tirúa - Toltén - Traidor - Tránsito - Tupungato – Turbio - Umirpa - Valdivia – Vargas - Ventisquero - Vergara - Vitor – Vodudahué - Volcán - Yelcho – Yeso

## Râuri dinCosta Rica
Banano - Barranca - Barú - Candelaria - Ceibo - Chiripó (Chiripó Atlántico) - Chocuaco - Coen - Colorado - Coto Brus - División - Estrella - Frío - General - Jiménez - Liberia - Matina - Monica - Naranjo - Pacuare - Pirris - Reventazón - Río Grande de Tarcoles- San Carlos  - San Juan - Sarapiqui - Sardinal - Savegre - Sixaola - Sucio - Suerte - Telire - Tempisque - Térraba - Toro - Tortuguero - Urén - Virilla

## Râuri dinDominica
Batali - Belfast River - Belle Fille - Boeri - Canal - Clarkes River - Clifton - Dublanc - Geneva - Gillon - Hampstead - Indian River - La Riviere Blanche - Layou - Macoucheri - Mamelabou - Melville Hall - Pagua - Picard - Roseau - Sainte Marie - Toulaman

## Râuri dinRepublica Dominicană
Amina - Anamuya - Artibonito - Baiguaque - Baiguate - Bajabonico - Bao - Barreras - Boba - Boya - Cana - Cañada Yerda Buena - Casui - Chacuey - Chavón - Comate - Duey - El Penitente - Guanajuma - Guayubin - Higuamo - Isabela - Jagua - Jaina - Jimenoa - Joca - La Salvita - Las Cuevas - Libón - Macasia - Maguaca - Maguaco - Mao - Masacre - Magua - Medio - Nagua - Nizaito - Nizao - Ocoa - Ozama - Sanate - Soco - Yabacao - Yabon - Yaque del Norte - Yaque del Sur - Yásica - Yuma - Yuna

## Râuri dinEcuador
Aguarico - Azogues - Babahoyo - Bobonaza - Cangaime - Catamayo - Chila - Chinchipe - Chingual - Chone - Coca - Conambo - Coronaco - Corrientes - Curaray - Daule - Esmeraldas - Guayas - Guiallabamba - Güepi - Macará - Macuma - Mira - Misahualli - Morona - Namangoza - Nangaritza - Napo - Pastaza - Paute - Pindo - Putumayo - Quinindé - San Juar - San Miguel - Santiago - Tigre - Tena - Toachi - Túmbez - Upano - Vinces - Yaupi - Zamora

## Râuri dinEl Salvador
Acelhuate - Banderas - Bravo - El Sauce - El Terrero - Goascorán - Guayapa - Jiboa - Lempa - Mizata - Pasaquina - Paz - Río Grande de San Miguel - Sucio - Sumpul - Titihuapa - Torola

## Râuri dinGuatemala
Achiguate - Azul - Cahabón - Cancuén - Chixoy - Chiyú - Coyolate - Cuilco - Ixcán - La Pasión - Las Vacas - Machaquilá - Mopán - Motagua - Negro - Paz - Polochic - Río Grande - Salinas - Samalá - San Juan - San Pedro - Sarstún - Seleguá - Suchiate - Usumacinta - Xaclbal - Rio Dulce

## Râuri dinGuyana
Abary - Aeamatou - Amakura - Barama - Baramanni - Barima - Barrington Brown River - Berbice - Burro-Burro - Canje - Courantyne (Corentyne) - Cuyuni - Demerara - Ekereku - Essequibo - Ireng - Kaburi - Kaituma - Kamarang - Kamoa - Kamuni - Kara-Kara - Karia - Kartuni - Kassikaityu - King Edward VII River - Kuliserabo - Kurawa - Kurupung - Kutari - Kuyuwini - Kwitara - Madewini - Mahaica - Mahaicony - Mazaruni - Moblissa - Moruka - Oronoque - Otomung - Pomeroon (Pomerun) - Potaro - Puruni - Rewa - Rupununi - Sawariwou - Siparuni - Sipu - Supernaam - Takutu - Waikuri - Waini - Wenamu - Rio Dulce

## Râuri dinHaiti
l'Acul du Sud - Anglais - l'Artibonite - Bainet - Baradères - Barres - Belle-Anse - Boucan Carré - Canot - Capotille - Cavaillon - Cótes de Fer - Courjolle - Creuse - Cu-de-Sac - Dame-Marie - du Haut du Cap - l'Estère - Fer-à-Cheval - Froide - Grande Rivière de Jacmel - Grande Rivière du Nord - Grise - Guayamouc - L'Ilet - Jean-Rabel - La Fond - La Gosseline - La Grand Anse - La Quinte - La Ravine du Sud - La Rouyonne - La Tombe - La Voldrogue - Libon - Limbe - Macacia - Marigot - Massacre - Matheux - Môle Saint Nicolas - Momance - Montrouis - Nippes - Pédernales - Port à Piment - Roseaux - Saut Mathurine - Ténébres - Thomonde - Tiburon - Torbeck - Trois Rivières

## Râuri dinHonduras
Aguán - Alúa - Chamelecón - Choluteca - Coco - Goascorán - Guayambre - Guayape - Higuito - Humuya - Jalán - Lempa - Mangulile - Patuca - Papaloteca - Paulaya - Río Grande de Otoro - Sico - Sulaco - Ulúa - Wampu

## Râuri dinJamaica
Annotto River - Black River - Boundbrook River - Breadnut Gully - Broad River - Buff Bay River - Cabarita River - Cave River - Coleburns Gully - East Town River - Elim River - Ferry River - Fresh River - Great River - Hectors River - Hilliards River - Hope River - Indian River - Laughlands Great River - Lucea East River - Main Savanna Gully - Martha Brae River - Milk River - Montego River - Morant River - Mouth River - Negril River - Negro River - Orange River - Pedro River - Pindars River - Plantain Garden River - Quashies River - Rhymesbury Gully - Rio Bueno - Rio Cobre - Rio Doro - Rio Grande - Rio Magno Gully - Rio Minho - Roaring River - Saint Anne's Gully - Spanish River - Swift River - Wag Water River - West Town River - White River - Yallahs River

## Râuri dinCanada
- vezi Listă de fluvii din Canada

## Râuri dinColumbia
Agua Blanca - Agua Sucia – Ajaju - Amoyá - Andágueda – Apaporis - Aracataca – Arma - Arauca – Ariari - Ariporo – Atrato - Bagre – Baudó - Bebaramá – Bocon - Bogotá - Bojava - Boque - Bravo -  Caguán – Cahuinari - Calenturitas  - Calima – Cananari - Caño Grande – Caquetá – Cara Paraná - Carare - Casanare – Cascajales - Catatumbo - Cauca – Cesar – Chicamocha - Cinaruro – Coello - Corozal – Cothue - Cravo Norte – Cravo Sur - Cucuana – Cuiari - Cusiana - Dique – Duda - Ele – Elvita - Fundación – Guachiría – Guainía – Guáitara - Guaitiquía – Guamés - Guapi - Guarinó – Guasacavi - Guatapuri - Guaviare – Guayabero - Guira - Humadea – Igara Paraná - Inírida - Iscuandé - Ite – Iteviare – Itilla - La Cabra - La Fortaleza – La Hermosa – La Miel – Las Vueltas - Lébrija - León - Loba – Los Lobos - Losada - Macú - Magdalena – Manacacías - Margua – Mataje - Matavén - Medellin – Melúa – Mesay - Meta – Minisiare – Mira – Miriti Paraná - Mojana - Mompos – Muco - Mulatos – Murri – Napi – Naquen - Naya - Nechi - C. Negro – R. Negro – Nima - Opogadó - Opon - Orinoco – Orteguaza - Ovejas – Papunaua - Parce - Patía – Pauto – Picudo Grande - Pira Paraná - Pisba – Planas – Purete - Putumayo – Querari - Rancheria – Rudiván – Salaquí – Saldaña - Samaná - San Bartolomé - San Jorge - San Juan – San Juan de Micay – Siare - Sinú – Sipi - Sogamoso – Suárez – Suaza - Sucio – Sunciya - Surubi - Táchira – Telembí - Tillayá - Timbiqui - Tomo – Truandó – Túa – Tunia o Macayá - Tuparro – Unilla - Upía – C. Uva – R. Uva – Vaupés - Verde – Vichada - Vita – Wina – Yari - Yucao

## Râuri dinCuba
Agabama - Caonao - Cauto - Cuyaguateje - Hanábana - Hondo - Jatibonico del Sur - Las Yeguas - Mayari - Sagua La Grande - Salado - San Pedro - Toa - Zaza

## Râuri dinMexic
Acatepec - Acatlán - Acoyoapa - Acuecuellos - Agua Bendita - Agua Caliente - Agua Fria - Agua Salada - Aguacate - Agualeguas - Aguascalientes - Aguiagua - Aguililla - Ahuehuello - Ahuongo - Alamar - Almandro - Almolon - Almoloya - Alseseca - Altotonga - Amaca - Amajac - Ameca - Anaxatl - Angulo - Apol - Apulco - Armería - Atempa - Atengo - Atenguillo - Atilla - Atoyac - Axamapa - Ayotuyco - Ayuquila - Ayutla - Azul - Balleza - Balsas - Barberena - Barrancad el Muerto - Batopilas - Beltran - Bitzal - Blanco - Bolaños - Borrunda - Burgos - Cachoapa - Cajones - Calabos - Calabozo - Calapa - Calderón - Calnali - Calvillito - Calvillo - Camaitlán - Camotlán - Candelaria - Caninzio - Caracuaro - Carricitos - Carrizal - Casas Grandes - Cazones - Cedro Viejo - Chacamax - Chacapala - Chalma - Chamacua - Champotón Chapulapa - Charravia - Chicalote - Chicayán - Chico - Chicozapote - Chiflon - Chihue - Chilapa - Chinal - Chinipas - Chiquito - Chirangueo - Chochotla - Chontlalcuatlán - Chumpan - Claro - Coahuayana - Coalcomán - Coatalapa - Coatepequito - Coatzacoalcos - Cocula - Colaquital - Colón - Colorado - Colotepec - Comala - Comulco - Concheño - Conchos - Contzintla - Copala - Copalita - Corona - Cortijos - Cosahuico - Cosillas - Cosoltepec - Coy - Coycoyán - Coyol - Coyolapa - Coyotes - Coyuca - Cuale - Cuanana - Cuatlaco - Cuautitlan - Cuautla - Cuitzmala - Cumiapa - Cupatitzio - Cutzamala - Cutzio - Cuxcuchapa - El Abrevadero - El Aguacate - El Aguila - El Álamo - El Arenal - El Cajón - El Caloso - El Camarón - El Campanario - El Capitán - El Carrizal - El Cedazo - El Ceñidor - El Chapopote - El Chico - El Copal - El Corte - El Cubo - El Esmeril - El Espiritú - El Este - El Fuerte - El Lagarto - El Macho - Madroño - El Meco - El Mezonte - El Mezquite - El Montor - El Naranjo - El Nogal - El Ocote - El Olivo - El Olmo - El Parral - El Pilón - El Pino - El Porvenir - El Pueblito - El Remate - El Sabinal - El Sabino - El Salado - El Salto - El Sapo - El Saucillo - El Saya - El Tigre - El Tuito - El Zacatonal - El Zacate - El Zapote - Encadenado - Encinal - Escondido - Espiritu Santo - Etúcuaro - Extóraz - Feliciano - Ferreria - Florido - Frío - Gallinas - Garces - Garrapatas - Gil - Gonzalez - A. Grande - Grijalva - Guacamacato - Guadalupe - Guajolote - Guayalejo - Guayameo - Hacienda de Dolores - Hidalgo - Higuerilla - Hondo - Hualahuises - Huaxcatla - Huehuetlan - Huertilla - Huitzilapan - Igualita - Infiernillo - Iquinuapa - Itlatlaxco - Itzicuaro - Ixtlacabaza - Izatla - Jaguactal - Jalpan - Jaltepec - Jamapa - Jerez - Jicaro - Juchipila - Juquila - La Arena - La Ardilla - La Boquilla - La Candelaria - La Colorada - La Escopeta - La Gloria - La Guagua - La Labor - La Laja - La Lana - La Mariscala - La Paula - La Piedra Colorada - La Pita - La Playa - La Puerta - La Sierra - La Tigra - La Union - La Venta - La Vieja - La Zauda - Lagartos - Lajajalpan - Las Carboneras - Las Cruces - Las Delicias - Las Flores - Las Higueras - Las Lagurillas - Las Lajas - Las Minas - Las Moras - Las Pilas - Las Trajas - Las Truchas - Las Vegas - Las Zúñigas - Lavaderos - Lechugal - Lerma - Limones - Los Amates - Los Atles - Los Fresnos Grandes - Los Gatos - Los Hules - Los Lobos - Los Loera - Los Negros - Los Organos - Los Perros - Los Pinos - Lumbre - Magdalena - Malila - Malinatepec - Maluco - Mamantel - Marabasco - Marabasco-Minatitlán - Marcinique - María de la Torre - María García - Marquella - Mascota - Maxeque - Mayo - Medellin Pigua - Mesillas - Metep - Metztitlan - Meyuca - Mezcala - Mezquitalillo - Milpillas - Mimiaguaco - Minas - Minatitlán - Mirandilla - Mismaloya -Mixteco - Mixtecolapa - Moctezuma - Naranjeño - Naranjos - Nazas - Necaxa - Negro - Neixpa - Nexapa - Nonoava - Nueva Cuadrilla - Nuevo Mundo - Nuevo Reynosa - Ocampo - Olivares - Omitlan - Ostuta - Oteros - Ototal - Pabellón - Palapa - Palizada - Palmas - Palomillal - Palos Altos - Pantepec - Pantla - Pánuco - Papagayo - Papaloapan - Papalutla - Papigochi - Parral - Paso Hondo - Patambaro - Pedregal - Pedregoso - Pejelagarto - Peña Blanca - Peñascal - Pesquería - Petancla - Petapa - Petlapa - Pilón - Pimiental - Placeres del Oro - Platanar - Playas - Pochote - Poleva - Porbollon - Porucho - Potosí - Potrero - Puente Grande - Pungarancho - Purificación - Purungueo - Putla - Puxcatán - Puxmetacan - Puyacatengo - Quetzala - Quetzalapa - Quetzaltengo - Ramos - Rancho Coapa - Ratón - Reforma - Río Bravo (del Norte) - Río Grande - Río Grande de Chiapa - Río Grande de Morelia - Río Grande de Santiago - Ríos - Rosas - Sabanillas - Sabinas - Sabino - Sabinos - Salado - Salado de Nadadores - Salitre - Salsipuedes - Samaria - Sampalmar - San Agustin - San Antonio - San Cipriano - San Cristóbal - San Diego - San Esteban - San Felipe - San Francisco - San Isidro - San Jerónimo - San Joaquin - San José - San Juan - San Juan de los Lagos - San Lorenzo - San Luis - San Marcos - San Miguel - San Nicolás - San Pedrito - San Pedro - San Pedro Jorullo - San Pedro y San Pablo - San Simon - San Vicente - Santa Catarina - Santa Clara - Santa Isabel - Santa Lucia - Santa Maria - Santa Rita - Santa Rosa - Santana - Santiago - Santo Domingo - Sarabia - Seco - Senthe - Septentrión - Shumula - Silao - Sinaola - Siripa - Soto La Marina - Soyotla - Sultepec - Tabasquilo - Tabo - Tacotalpa - Talol - Tamasopo - Tamazula - Tamcuilín - Tameaco - Tamesi - Tamozús - Tampaón - Tancochapa - Tantoan - Teapa - Tecolutla - Tecpan - Tecolotlán - Tehuantepec - Tehuetlan - Tejalpa - Tejupilco - Temascaltepec - Temoriba - Templado - Tenancingo - Tenango - Teocuitlapa - Tepalcatepec - Tepalcingo - Tepate - Tepecoacuilco - Tepetitlan - Tequisistlan - Tetlahuatl - Texcoco - Tianguistengo - Tigre - Tilapa - Tilostoc - Tizapa - Tizapán - Tlacolutla - Tlaltenango - Tlapala - Tlapaneco - Tlapehualapa - Tomatlan - Tomochi - Tonalá - Toquilpa - Torres - Toscano - Trinidad - Tula - Tulija - Tultitlan - Turbio - Turicato - Tutuaca - Tuxcacuesco - Tuxpan - Tuzantla - Tzim-Bac - Tzinzongo - Ucum - Urapa - Urique - Uspanapa - Usumacinta - Valle Nacional - Velero - Verde - Victoria - Viejo Agua Zarca - Xalpa - Xaltetla - Xuchitlan - Yaqui - Yautepec - Yerbabuena - Yextla - Yutaculta - Zahuapan - Zanapa - Zarco - Zempoala - Zicastla - Zicateoyán - Zicuirán - Zihuaquio - Zinquihuila - Zitlacuatla - Zontelomatlan

## Râuri dinNicaragua
Río Coco - Río Grande de Matagalpa - Río San Juan

## Râuri dinPanama
Chucunaque - Río Teribe - San San

## Râuri dinParaguay
Paraguay - Paraná - Pilcomayo

## Râuri dinPeru
Apurímac - Ene - Huallaga - Marañón - Napo - Negro - Perené - Putumayo - Rímac - Santa - Tambo - Ucayali - Urubamba

## Râuri dinSt. Lucia
Cul de Sac - Roseau - Canelles

## Râuri dinSt. Vincent și Grenadine
Colonarie

## Râuri dinSurinam
Commewijne - Coppename - Corantijn - Cottica - Marowijne - Nickerie -
Saramacca - Suriname - Tapanahony

## Râuri dinTrinidad și Tobago
Caroni - Ortoire - Oropuche

## Râuri dinUruguay
Uruguay - Río Negro

## Râuri dinVenezuela
Orinoco - Meta - Río Apure - Caura - Caroní - Catatumbo